# L. M. Arcade
L. M. Arcade, pseudonimul lui Leonid Mămăligă, (n. 13 iulie 1921, Vaslui, Vaslui, România – d. 4 decembrie 2001, Paris, Franța) a fost un prozator român, expatriat în Franța.

## Biografie
S-a născut la Vaslui în familia ofițerului Mina Mămăligă și al soției lui, Sempronia (n. Terfaloga). A urmat școala primară la Lugoj și Lipcani, iar gimnaziul și liceul la Lipcani și Lugoj, trecând examenul de bacalaureat în 1940. A absolvit cursurile Facultății de Drept din București în 1944, urmând în paralel trei ani de studii la Facultatea de Filosofie a Universității din București, fără a-și susține examenul de licență.
În 1946 a obținut din partea guvernului francez o bursă de studii de doctorat în economie la Paris și s-a stabilit definitiv în Franța în 1947, considerându-se exilat din convingeri antimarxiste. A urmat acolo cursuri de economie politică și drept public, fără a absolvi. A lucrat ca director literar adjunct (1949–1950) al editurii pariziene Pavois, apoi director comercial (1951–1952) și director (1952–1976) al societății Colos-Rex-Rotary.

## Activitatea literară
L. M. Arcade a debutat cu articolul „Cele două Europe”, apărut în 1943 în ziarul Vremea, publicând acolo în anii următori diferite articole pe teme economice. În 1946 a polemizat cu George Călinescu în ziarul Dreptatea cu privire la procesul mareșalului Antonescu.
În timpul exilului francez a publicat proză în mai multe publicații românești. A editat cinci volume din Caietele Inorogului, în colaborare cu Mircea Eliade și Horia Stamatu, și a găzduit un cenaclu românesc în casa lui din Neuilly-sur-Seine, la care au participat personalități ca Emil Cioran, Horia Stamatu, Monica Lovinescu sau Virgil Ierunca.
În opinia criticului Ion Simuț „proza lui Arcade are rafinamentul lingvistic al unui calofil și savoarea oralității povestitorilor sudici”. Poveste cu țigani (1965) și Revoluție culturală (1983) sunt două romane alegorice, pe care criticul Ion Negoițescu le considera „anti-utopii în toată puterea cuvântului”. Romanul Poveste cu țigani a fost asemănată cu scrierile lui Ion Creangă, I.L. Caragiale, Mateiu Caragiale și Urmuz, iar unii critici au afirmat că el reprezintă „o fundamentală înnoire a prozei românești” sau „o piatră de hotar în istoria scrisului românesc”.

## Opera
- Poveste cu țigani, în Caietele Inorogului, Paris, 1965;
- Revoluție culturală, în Caietele Inorogului, Paris, 1983;
- Poveste cu țigani, București, 1996;
- Revoluție culturală, București, 1996;
- Teatru, București, 1996.